# Patrik Mišák
Patrik Mišák (* 29. března 1991, Trenčín) je slovenský fotbalový útočník, od roku 2016 hráč polského klubu Termalica Bruk-Bet Nieciecza.

## Klubová kariéra
Svoji fotbalovou kariéru začal v FK AS Trenčín. Mezi jeho další angažmá patří: Slavoj Předměřice nad Labem, FK Bohemians Praha, AFC Nové Mesto nad Váhom, FC Baník Ostrava.
S Trenčínem se představil v Evropské lize UEFA 2014/15. V sezóně 2014/15 vyhrál s týmem slovenský fotbalový pohár a také se stal ve stejném ročníku mistrem Fortuna ligy.
V únoru 2015 odešel z Trenčína do klubu FC Baník Ostrava. Celkem odehrál za Baník v 1. české lize 22 zápasů a vstřelil 1 branku.

V lednu 2016 odešel z Baníku do Polska do prvoligového klubu Termalica Bruk-Bet Nieciecza.

## Reprezentační kariéra
Hrával v mládežnických reprezentacích Slovenska.